# Meges (fill de Fileu)
Segons la mitologia grega, Meges (en grec antic Μέγης) va ser un heroi, fill de Fileu, rei de l'Èlida, i de Ctímene, filla de Laertes i, per tant, germana d'Odisseu. Alguns autors fan que la seva mare sigui Timandra, germana d'Helena i de Clitemnestra.
Havent estat un dels pretendents d'Helena, es veié obligat a anar a la guerra de Troia, al capdavant d'un contingent de Dulíquion i de les illes Equínades. A Troia va vèncer i matar Pedeu, Cresmos i Àmficle. Algunes fonts diuen que va morir en campanya, però la Ilíada no ho explica. Polignot, en el gran fresc de Delfos que representava la guerra de Troia, seguia una tradició que deia que Meges era un dels grecs que havien tornat un cop vençuda la ciutat, però molt malferit, i que segurament havia mort a la tornada.